# Mantissa Plantarum
Mantissa Plantarum, (abreviado como Mant. Pl. e título completo: Mantissa plantarum. Generum editionis VI. Et specierum editionis II, é um livro de botânica, escrito por Lineu, publicado no ano de 1767 como um apêndice do segundo volume da décima segunda edição de Systema Naturae.